# The Fighters
The Fighters (Originaltitel: Never Back Down) ist ein US-amerikanischer Actionfilm aus dem Jahr 2008. Regie führte Jeff Wadlow, das Drehbuch schrieb Chris Hauty.

## Handlung
Jake Tyler und seine Familie ziehen von Iowa nach Orlando, Florida, da sein kleiner Bruder Charlie ein Stipendium für ein dortiges Tennisinternat bekommen hat. An Jakes neuer High School vertreiben sich die meist wohlhabenden und gelangweilten Jugendlichen die Zeit mit Boxkämpfen gegeneinander. Gleich an seinem ersten Tag versucht er Max Cooperman, einem dieser Jugendlichen, in Unkenntnis des Sachverhalts bei einem dieser Kämpfe zu helfen.
Max entdeckt daraufhin im Internet ein Video, das Jake zeigt, wie er nach einem Football-Spiel einen gegnerischen Spieler verprügelt, der ihn mit dem Tod seines Vaters provoziert. Dieser hat, mit dem nüchternen Jake auf dem Beifahrersitz, alkoholisiert einen Autounfall verursacht, bei dem er starb, worauf Jake starke Schuldgefühle bekam und dadurch seine Aggression nur schwer in den Griff bekommen kann. Durch dieses Video gewinnt Jake die Aufmerksamkeit von Ryan McCarthy, dem besten Kämpfer an der Schule.
Ryan will daraufhin mit Jake kämpfen und lässt ihn durch seine Freundin Baja Miller zu einer Party in sein Haus einladen. Dort lässt sich Jake, der eigentlich gar nicht kämpfen will, von Ryan mit der Todesursache seines Vaters provozieren, kämpft gegen ihn und wird von Ryan, der seit Kindesbeinen verschiedene Kampftechniken trainiert, schwer verprügelt. Infolgedessen lässt sich Jake von Max, mit dem er sich inzwischen angefreundet hat, dazu überreden, sich von Jean Roqua, dem besten Freefight-Trainer der Stadt, trainieren zu lassen, um sich bei Ryan zu rächen.
Inzwischen kommen sich Jake und Baja, die sich von Ryan auf Grund seines selbstherrlichen Verhaltens getrennt hat, näher und werden schließlich ein Paar. Max versucht, Jake dazu zu überreden bei dem jährlichen Kampfwettbewerb The Beatdown, einem prestigeträchtigen Kampfturnier, der in den vergangenen Jahren von Ryan gewonnen wurde, anzutreten, um sich an diesem zu rächen. Aber Jake weigert sich, da er seine Schuldgefühle durch die Beziehung zu Baja und das Training mit Roqua überwunden hat. Daraufhin schlägt Ryan den untalentierten Max am Abend vor dem Wettbewerb krankenhausreif, worauf Jake doch an dem Wettbewerb teilnimmt, um Ryan aufzuhalten.
Beide kämpfen sich bis ins Halbfinale, wo Ryan in seinem Kampf wegen Augenstechens disqualifiziert wird und Jake daraufhin gar nicht erst antritt, da es ihm nur um Ryan geht. Als Jake daraufhin die Halle verlässt, wird er auf dem Parkplatz von Ryan angegriffen. Nach einem erst einseitigen Kampf zugunsten McCarthy’s hatte Jake ein Flashback von all seinen bisherigen Erlebnissen und dem Training in Orlando. Er erinnert sich an Techniken die Roqua ihm beigebracht hat und wendet diese an. Er beendet den Kampf durch einen Knock-Out, indem er McCarthy mit einem Roundkick am Kopf trifft.
In der Schlussszene ist zu sehen, wie Roqua seine Sachen packt, um nach Brasilien zu seiner Familie zu reisen und Jake seinen Tag mit Baja am See genießt.

## Kritiken
John Anderson schrieb in der Zeitschrift Variety vom 17. März 2008, dieser gewaltverherrlichende („glorification of violence“) Film könne zum Publikumserfolg werden. Anderson lobte die Darstellungen von Sean Faris, dem „charismatischen“ Cam Gigandet und von Djimon Hounsou, der wie Pat Morita wirke.
Blockbuster TV bezeichnet The Fighters als „flachen Haudrauf-Streifen“ mit einer „zweifelhaften Message: Probleme löst man am besten mit Fäusten.“

## Hintergründe
- Der Film wurde in Los Angeles, in Orlando und in einigen weiteren Orten in Florida gedreht.[5]
- Er kam nach der Weltpremiere am 4. März 2008 in Hollywood am 14. März 2008 in die Kinos der USA und Kanadas. Der deutsche Kinostart war am 14. August 2008.[6]
- Der Film hatte ein Budget von 20 Millionen US-Dollar
- Der Film spielte bis zum 21. April 2008 weltweit ca. 41,6 Millionen US-Dollar ein, darunter ca. 24,9 Millionen US-Dollar in den Kinos der USA.[7]

## Soundtrack
1. „Above and Below“ von The Bravery
2. „Anthem for the Underdog“ von 12 Stones
3. „Teenagers“ von My Chemical Romance
4. „Someday“ von Flipsyde
5. „Wolf Like Me“ von TV on the Radio
6. „Under The Knife“ von Rise Against
7. „Full Circle“ von Drowning Pool
8. „Rock Star“ von Chamillionaire & Lil Wayne
9. „Be Safe“ von The Cribs
10. „My Generation“ von Limp Bizkit
11. „False Pretense“ von The Red Jumpsuit Apparatus
12. „Orange Marmalade“ von Mellowdrone
13. „You Are Mine“ von Mute Math
14. „Stronger“ von Kanye West
15. „Crank That (Travis Barker Rock Remix)“ von Soulja Boy Tell 'Em
16. „The Slam“ von TobyMac
17. „Pain Redefined“ von Disturbed
18. „Time Won't Let Me Go“ von The Bravery
19. „…To Be Loved“ von Papa Roach (Featured during Theatrical Trailer)
20. „Headstrong“ von Trapt
21. „All Around Me“ von Flyleaf
22. „Waiting“ von Beyoncé
23. „Back up“ von Beyoncé

## Fortsetzungen
2011 erschien The Fighters 2: The Beatdown (Never Back Down 2: The Beatdown), der unmittelbar an den ersten Teil anknüpft, aber eine eigene Story erzählt. Die Regie übernahm Michael Jai White. 2016 drehte dieser auch The Fighters 3: No Surrender.